# Élections législatives japonaises de 1960
Les élections législatives japonaises à la Chambre des représentants se déroulent au Japon le 21 novembre 1960.

## Résultats
|                      |                            |            |        |        |               |
| Partis               | Partis                     | Voix       | %      | Sièges | +/-           |
|                      | Parti libéral-démocrate    | 22 740 272 | 57,56  | 296    | 9             |
|                      | Parti socialiste japonais  | 10 887 134 | 27,56  | 145    | 21            |
|                      | Parti démocrate socialiste | 3 464 148  | 8,77   | 17     | Nouveau       |
|                      | Parti communiste japonais  | 1 156 723  | 2,93   | 3      | 2             |
|                      | Autres                     | 141 941    | 0,36   | 1      | en stagnation |
|                      | Indépendants               | 1 118 905  | 2,83   | 5      | 7             |
|                      |                            |            |        |        |               |
| Inscrits             | Inscrits                   | 54 312 993 | 100,00 | 467    | en stagnation |
| Votants              | Votants                    | 39 923 469 | 73,51  |        |               |
| Abstention           | Abstention                 | 14 389 524 | 26,49  |        |               |
| Votes blancs et nuls | Votes blancs et nuls       | 414 346    | 0,76   |        |               |
| Votes exprimés       | Votes exprimés             | 39 509 123 | 72,74  |        |               |
| Sources,             |                            |            |        |        |               |